# Ringsted Herred

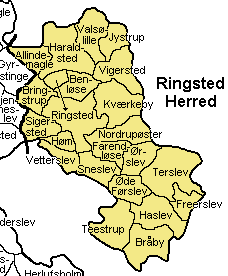
Ringsted Herred

Ringsted Herred was een herred in het voormalige Sorø Amt in Denemarken. In Kong Valdemars Jordebog wordt Ringsted vermeld als Ryngstathæretj. Het gebied werd in 1970 deel van de nieuwe provincie Vestsjælland.

## Parochies
Naast de stad Ringsted omvatte de herred oorspronkelijk 22 parochies.
- Allindmagle
- Benløse
- Bringstrup
- Bråby
- Farendløse
- Freerslev
- Haraldsted
- Haslev
- Høm
- Jystrup
- Kværkeby
- Nordrupøster
- Ringsted
- Ringsted Landsogn
- Sigersted
- Sneslev
- Teestrup
- Terslev
- Valsølille
- Vetterslev
- Vigersted
- Øde Førslev
- Ørslev